# Nuray Jusainova
Nuray Jusainova es una deportista kazaja que compite en taekwondo. Ganó una medalla de bronce en el Campeonato Asiático de Taekwondo de 2022, en la categoría de –67 kg.

## Palmarés internacional
| Campeonato Asiático | Campeonato Asiático       | Campeonato Asiático | Campeonato Asiático |
| Año                 | Lugar                     | Medalla             | Categoría           |
| ------------------- | ------------------------- | ------------------- | ------------------- |
| 2022                | Chuncheon (Corea del Sur) | Medalla de bronce   | –67 kg              |